# Cercle de l'Oratoire
Le Cercle de l'Oratoire est un cercle de réflexion atlantiste et néoconservateur français créé peu après les attentats du 11 septembre 2001 contre le World Trade Center, à New York et disparu en 2008.

## Revue
Ce cercle a édité, de 2006 à 2008, une revue intitulée Le Meilleur des Mondes, destinée initialement à défendre le bien-fondé de la guerre en Irak (mais qui a évolué vers une critique du bilan de cette intervention) et à s'opposer à la montée de l'antiaméricanisme en France.

## Lieu
Le cercle se réunissait à l'origine dans une salle de la paroisse protestante de l'Oratoire du Louvre, à Paris, dont la pasteure était alors Florence Taubmann, épouse de Michel Taubmann, journaliste responsable d'Arte-info.

## Programme et objectifs
Le cercle, créé à la suite des attentats du 11 septembre 2001 et aux réactions antiaméricaines qui les ont suivis, se donne pour but de défendre, dans l'opinion, certains éléments de la politique des États-Unis, de lutter contre l'antiaméricanisme et contre l'islamisme radical, en qui ils voient un nouveau totalitarisme. Michel Taubmann déclare : « Les Américains ne sont pas nos ennemis. On peut les critiquer, mais on ne doit pas faire n’importe quoi avec eux. Moi, je m’inquiéterais de vivre dans un monde où l’Amérique serait affaiblie. (…) Notre point commun à l’Oratoire, c’est l’antitotalitarisme. (…) Notre point commun avec les néo-conservateurs, c’est d’avoir le même ennemi : l’islamisme radical. ».
Ce cercle de pensée est qualifié de néoconservateur par Jean Birnbaum.

### Soutien à l'intervention militaire en Afghanistan
Le premier geste public des membres du Cercle de l'Oratoire consista à signer un texte de soutien à l'intervention des troupes anglo-américaines dans la guerre d'Afghanistan au travers d'une tribune titrée « Cette guerre est la nôtre » et publiée dans Le Monde. 
Les membres y déplorent le « climat de dénigrement systématique à l'égard de la riposte américano-britannique » qui se développe en France et affirment qu'« il faut développer en France comme dans les autres pays un mouvement de soutien aux soldats » car « cette guerre est légitime ».

### Soutien à l'intervention militaire en Irak
Le Cercle de l'Oratoire publie une première pétition contre la manifestation mondiale contre la guerre d'Irak du 15 février 2003 dans le journal Le Figaro. 
Il y affirme, entre autres, n'avoir « aucune confiance dans la parole de Saddam Hussein assurant n'avoir ni armes de destruction massive ni liens avec les terroristes ».
Le Cercle de l'Oratoire réitère son soutien à la guerre en Irak au travers d'une seconde tribune publiée dans Le Figaro du 4 mars 2003 : « Avec Washington et Londres, pour le soutien du peuple irakien. » Ce texte, publié 15 jours avant les premiers bombardements sur Bagdad, affirme que la liberté du peuple irakien « dépend désormais de la victoire des armées anglo-américaines et de la coalition qui les soutient ».
Le 14 avril 2003, Pascal Bruckner, André Glucksmann et Romain Goupil, expriment dans une tribune du Monde leur « joie de voir le peuple irakien en liesse fêter sa libération et... ses libérateurs ! » et déplorent qu'en France « l'opposition à la guerre [ait] dégénéré en opposition systématique à Washington ».
Un an plus tard, les membres du Cercle de l'Oratoire renouvellent leur soutien à l'intervention américaine dans l'ouvrage collectif intitulé Irak, an 1. Un autre regard sur un monde en guerre.
En 2008, les membres du Cercle de l'Oratoire reprochent à la France d’avoir, en 2003, poussé Washington à l’unilatéralisme en s’opposant à la guerre en Irak avec trop de vigueur ostentatoire, « en agitant le chiffon rouge du droit de veto au Conseil de sécurité ».
En 2008, le magazine Télérama présente les membres du Cercle de l'Oratoire comme « les plus inconditionnels soutiens intellectuels français de l’intervention américaine en Irak ».

## Membres
Ils sont réunis autour du journaliste Michel Taubmann, rédacteur en chef d’i24News et également directeur d'une émission intitulée « Ouvertures » sur la chaîne TFJ, et de son épouse Florence, pasteur de l'Église protestante unie de France et présidente d'honneur de l’Amitié judéo-chrétienne de France. 
Le cercle est composé d'un groupe d'intellectuels dont font partie les essayistes André Glucksmann et Pascal Bruckner, des réalisateurs comme Romain Goupil, Jacques Tarnero et Raphaël Glucksmann et des historiens comme Stéphane Courtois et Ilios Yannakakis. Le cercle comprend aussi les écrivains Olivier Rolin et Marc Weitzmann, les journalistes Cécilia Gabizon (spécialiste des questions de l'islam au Figaro), Élisabeth Schemla (fondatrice du site Proche-orient.info), Antoine Vitkine (journaliste et réalisateur pour Arte), des philosophes comme Monique Canto-Sperber, Jean-Luc Mouton (directeur de l'hebdomadaire protestant Réforme), Claire Brière-Blanchet ou l'avocat Michel Laval, la politologue Nicole Bacharan,.
Et des chercheurs comme Thérèse Delpech (directrice des affaires stratégiques au Commissariat à l'énergie atomique, décédée en 2012), Antoine Basbous (directeur de l'Observatoire des pays arabes), Pierre-André Taguieff (directeur de recherche au CNRS), Bruno Tertrais (chercheur à la Fondation pour la Recherche Stratégique et ancien directeur de la commission des affaires civiles à l'Assemblée parlementaire de l'OTAN), Frédéric Encel (géopolitologue, spécialiste du Proche-Orient),.
Il rassemble également des dirigeants d'associations, tels Mohammed Abdi (secrétaire général de Ni Putes Ni Soumises) et Jacky Mamou (ex-président de Médecins du monde et président du Collectif urgence Darfour). Des hommes politiques, en particulier Bernard Kouchner, sont régulièrement invités à débattre,.